# Mike Bannister

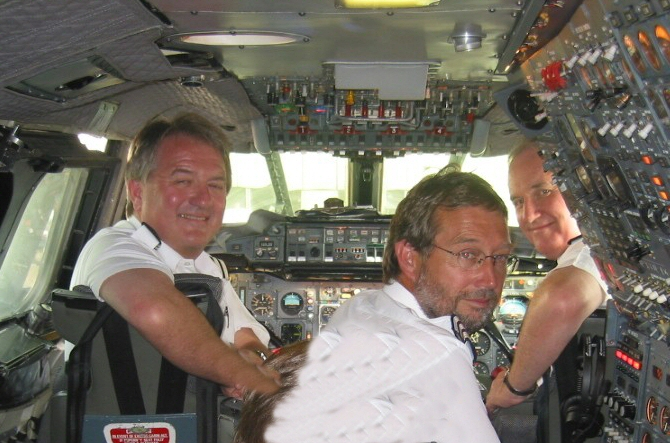
Bannister (links) im Cockpit einer Concorde am 30. August 2002, Flug BA 002 von New York (JFK) nach London (LHR)

Mike Bannister (* 1949) ist ein britischer Pilot moderner Linienmaschinen.
Nach einer durch ein Stipendium ermöglichten Ausbildung zum Piloten ging Bannister 1969 zur BOAC, dem Vorläufer der British Airways. Im Jahr 1977 wurde er der jüngste Pilot der Concorde. Seit 1995 war er Chefpilot der Concorde, was dazu führte, dass er häufig im Zusammenhang mit dem einzigen Passagierüberschallflugzeug Interviews gab. In der britischen Öffentlichkeit ist er daher auch als Mr. Concorde bekannt. Er war auch der Kapitän des letzten Linienflugs der Concorde von New York nach London am 24. Oktober 2003, sowie auch der verantwortliche Flugzeugführer beim allerletzten Concorde-Flug überhaupt, der am 26. November 2003 stattfand, als die Concorde mit dem Kennzeichen G-BOAF von London nach Filton ins Museum geflogen wurde. 
Nachdem die Concorde außer Dienst gestellt wurde, hält Mike Bannister uneinholbar den Rekord für die meisten Flugstunden auf der Concorde.